# 頬動脈
頬動脈（きょうどうみゃく）は、頭頸部の動脈の一つ。小さな動脈で、内側翼突筋と側頭筋付着部の間を斜め前方へと走行し、頬筋外面へと向かう。顔面動脈および眼窩下動脈の枝と吻合する。